# Chersotis oreina
Chersotis oreina is een vlinder uit de familie uilen (Noctuidae). De wetenschappelijke naam is voor het eerst geldig gepubliceerd in 1984 door Dufay.
De soort komt voor in Europa.